# Templo da Gente Flávia
Templo da Gente Flávia (em latim: Templum gentis Flaviae) era um templo da Roma Antiga que ficava localizado no monte Quirinal, no rione Trevi de Roma

## História
Este templo foi dedicado pelo imperador Domiciano no final do século I aos demais membros da Dinastia flávia. Segundo as fontes literárias, ele ficava localizado num lugar conhecido como "ad Malum Punicum", perto da moderna esquina entre a Via XX Settembre e a Via delle Quattro Fontane. Este local ficava perto das residências do pai de Domiciano, Vespasiano, onde nasceu o imperador, e de seu tio, Tito Flávio Sabino, cônsul em 47.
O templo foi mencionado pela primeira vez no livro IX dos "Epigramas", de Marcial, uma obra de poesia escrita por volta 94. Por causa disto, estudiosos acreditam que é mais provável que ele tenha sido inaugurado no final do longo reinado de Domiciano, o ápice de uma campanha para deificar seu irmão mais velho, o imperador Tito, a filha dele, Júlia Flávia, e o próprio filho de Domiciano, morto ainda na infância.
Segundo Suetônio, em 96 o templo foi atingido por um raio, o que era considerado um mau presságio. Muito mais tarde, por volta de 268-270, o imperador Cláudio Gótico provavelmente o expandiu.
Uma série de fragmentos de esculturas realizadas em mármore pentélico foram associados com este templo, hoje perdido, a maior parte deles vendida no mercado de arte.